# روش شنیداری-گفتاری
روش شنیداری-گفتاری، روش نظامی، یا کلید جدید، یک سبک آموزشی مورد استفاده در آموزش زبان‌های خارجی است؛ که بر پایه نظریه رفتارگرایی می‌باشد؛ که در آن صفات خاصی از موجودهای زنده، و در این مورد انسان، می‌تواند از طریق یک سیستم آموزش تقویت شود. TGE استفاده درست از رفتار می‌تواند بازخورد مثبت داشته باشد در حالیکه استفاده غلط از رفتار می‌تواند پیامد منفی داشته باشد.
این موفقیت در یادگیری زبان شبیه مدل دیگری بود، قبلاً به آن روش مستقیم می‌گفتند. شبیه روش مستقیم، روش شنیداری-گفتاری است که دانشجویان باید به‌طور مستقیم درس داده می‌شدند بدون استفاده از زبان مادری که گرامر یا کلمه‌های جدید را در زبان هدف توضیح دهد. به هر حال، شبیه روش مستقیم نیست، تمرکز روش گفتاری-شنیداری بر روی آموزش واژگان است. اگرچه، معلمان و استادان گرامر را به دانشجویان و دانشجویان اجبار می‌کنند.
بر اساس ساختار زبان، بعضی اوقات همراه مطالب آزمایشگاه زبان می‌باشد. به این معنی که ساختار به‌طور صحیح در جمله‌های استفاده خواهد شد و دانشجویان باید آن را تکرار کنند. سپس استاد می‌بایست کلمه‌های جدید را برای دانشجویان در مثال ساده‌ای از همان جمله ارائه کند. در روش گفتاری-شنیداری، روش روشنی برای ساختار گرامر وجود ندارد: هرچیزی به صورت ساده به خاطر سپرده می‌شود.
این ایده برای دانشجویان تا زمانی که به‌طور بخش-بخش تمرین می‌کنند به‌طور خودکار انجام می‌پذیرد و آنان به راحتی می‌توانند یاد بگیرند. این درس یا این شیوه برای دانشجویانی که سر به هوا هستند به صورت ناخودآگاه و مؤثر، تأثیر خود را می‌گذارد. استاد انتظار دریافت پاسخ خاصی که در نهایت آن را به صورت منفی از دانشجویان دریافت می‌کند نیست. این نوع از فعالیت، برای پایه آموزش زبان، کاملاً در تضاد با سیستم مستقیم آموزش زبان می‌باشد.
چارلز سی. فرایز، در مؤسسه آموزش زبان به روش مستقیم در دانشگاه میشیگان، در نوع اول خودش در ایالات متحده آمریکا، باور دارد که ساختار یادگیری، یا گرامر نقطه شروع یادگیری برای دانشجویان است. به اینصورت نیز می‌توان گفت، که شغل دانشجویان برای یادگیری و دریافت مدل‌ها و ساختارهای گرامری می‌باشد. دانشجویان فقط «واژگان دریافت می‌کنند تا هرچه می‌توانند مثال بسازند». (ریچارد، جی. سی ۱۹۸۶).
فرایز، بعداً اصول روانشناسی رفتاری (اثر B.F. Skinner) را در روش خود اضافه نمود.

## الگوی گفتاری
تمرین‌ها و مدل‌های تمرینی معمول هستند (ریچاردز، جی.سی. ۱۹۸۶)
- تکرار: دانشجویان یک جمله را به محض اینکه شنیدند تکرار می‌کنند.
- آهنگ صدا: یک کلمه در جمله به شکل دیگری می‌باشد وقتی جمله تکرار می‌شود.
- جایگذاری: یک کلمه با یک کلمه دیگر جایگزین می‌شود.
- بازگو کردن: دانشجو یک صدا بعد از شنیدن مجدد تکرار می‌کنند.

## مثال‌ها
تکرار: استاد: من یک ساندویچ خوردم. دانش آموز: من یک ساندویچ خوردم.
جایگذاری: استاد: او یک خودرو با نصف قیمت خرید. دانش آموز: اون آن را نصف قیمت خریداری کرد.
بازگو کردن: بگو گاهی اوقات سیگار استفاده نکن. دانش آموز: بعضی اوقات سیگار نکش.
مثال‌های آورده شده، بیان‌کننده این هستند که چه بخش‌هایی دیگری می‌توانند در یک مثال گنجانده شوند:
استاد: اینجا یک لیوان روی میز است .
تکرار: دانشجویان: اینجا یک لیوان روی میز است.
استاد: قاشق
دانشجویان: اینجا یک قاشق روی میز است.
استاد: کتاب
دانشجویان: اینجا یک کتاب روی میز است.
استاد: روی صندلی
دانشجویان: اینجا یک کتاب روی صندلی است.
و غیره.

## ریشه‌های تاریخی
این روش محصول سه ریشه تاریخی از کلیه مواردی که وجود داشته، بوده‌است. برای این دید از زبان، توسط زبان‌شناس‌هایی مانند لئونارد بلومفید در آمریکا مطرح شده بود. توجه زبان‌شناسی آمریکا در دهه‌های اولیه قرن ۲۰ میلادی به اسناد موجود از زبان‌های بومی در ایالات متحده بوده‌است. به هر حال، به دلیل کمبود استادان آموزش دیده بومی، کسی که بتواند زبان بومی را به صورت تئوری بیان کند، زبان‌شناس‌ها می‌بایست بر اساس مشاهده‌های تصمیم بگیرند. به همان دلیل، یک تمرکز قوی بر روی زبان گفتاری انجام شد و پیشرفت نمود.
در همان زمان، روانشناسان رفتاری همچون بی‌اف اسکینر در حال شکل دادن همه رفتارها (از جمله زبان) که آموخته شده بود با تکرار و تقویت مثبت یا منفی. سومین عامل از وقوع جنگ جهانی دوم بود، که ساخته شدهٔ ارسال چندین مرد خدمتکار آمریکایی به سراسر جهان بود؛ بنابراین، می‌بایست این سربازان حداقل برای مهارتهای کلامی پایه آماده می‌شدند. جای تعجب نیست که روش جدید در غالب روش‌های علمی از زمان، مشاهده و تکرار، جایی که به آموزش مناسب تر بودند متکی بود. از آنجا که از نفوذ نظامی، نسخه‌های اولیه از صوت-گفتاری به عنوان روش ارتش شناخته شده‌است.

## در مثال
همان‌طور که اشاره شد، درس‌ها در کلاس بر روی سرمشق‌گیری درست دانش آموزان از استاد متمرکز است. دانش آموزان انتظار دارند خروجی درستی داشته باشند، اما توجه بر روی تلفظ صحیح نیز می‌باشد. اگرچه دستور زبان صحیح مورد انتظار است، ولی دستورها به‌طور صریح و روشن آموزش داده نمی‌شود. علاوه بر این، زبان مقصد تنها زبان مورد استفاده در کلاس‌های درس است. پیاده‌سازی مدرن LAX بیشتر در این زمینه می‌باشد.

## اقتباس از جمعیت
اواخر سال ۱۹۵۰، زیربناهای نظری مورد بحث به وسیلهٔ زبان‌شناسی همچون نوآم چامسکی بودند، کسی که به محدودیت‌‌های زبان شناختی اشاره می‌کرد. ارتباط روانشناسی رفتاری به یادگیری زبان همواره مورد سؤال بوده‌است که مشهورترین آن مرور چامسکی از اسکینر در رفتار زبانی می‌باشد.
روش گفتاری-شنیداری به این خاطر از اثبات علمی محروم شد و تنها موضوع زمان بود قبل از آنکه تأثیری بگذارد. در ۱۹۶۴، ویلگا ریورز یک نقد از این روش در کتابش خودش آورده بود. روانشناس و استاد زبان‌های خارجی. تحقیقاتی که از سوی دیگران صورت گرفت خود نتایجی را تولید کرد که نشان داد آموزش دستوری صریح در زبان مادری می‌تواند بیشتر حاصل بخش باشد. این پیشرفت‌ها، هم‌زمان با پیدایش نیاز جامعه به تدریس‌های داوطلبانه در روش گفتاری-شنیداری کاهش پیدا کرد. مطالعات Philip Smith از ۱۹۶۵–۱۹۶۹، کسی که پروژه پنسیلوانیا را بر عهده داشت، اثبات قابل توجهی در زمینه روش گفتاری-شنیداری داشته که نشان می‌دهد کمتر تأثیر دارد تا زبان اولی که یادگیرنده دائماً با آن کار می‌کند.

## در سال‌های اخیر
با اینکه این روش به عنوان یک روش مؤثر تدریس در سال ۱۹۷۰ بوده، روش گفتاری-شنیداری تا امروز مورد استفاده بوده اگرچه شیوه معمول و مرسوم به عنوان پایه و اساس یک دوره استفاده نمی‌شده ولی برای آموزش‌های فردی کاربرد داشته‌است. جرمی هارمر راجع این روش چنین می‌گوید، «روش گفتاری-شنیداری بنظر می‌رسد به طرد تمام شکل‌های پردازش به زبان پرداخته است که به دانش آموزان به یادگیری ذهنیشان کمک می‌کند». همان‌طور که این نوع درس بسیار مورد پسند استادها می‌باشد، این یک شیوه همگانی هم برای استاد و هم برای دانش‌آموز، شاید به چند دلیل مشخص به خاطر ورودی و خروجی که محدود شده و آنچه را که انتظار می‌رود صورت نمی‌گیرد. برخی از روش‌های ترکیبی توسعه داده شده‌است. همان‌طور که در کتاب ژاپنی دیده می‌شود، زبان گفتاری (۹۰–۱۹۸۷)، که با استفاده از تکرار و تمرین به‌طور گسترده، اما با توضیح‌های دستور زبان دقیق در زبان انگلیسی مکمل شده‌است.
Butzkamm و Caldwell برای احیای عمل الگوی سنتی در قالب تمرین‌های نیمه ارتباطی دو زبانه تلاش کرده‌اند. برای آنها، مبنای نظری و تئوری و توجیه قابل قبول، از نمونه تمرین‌هایی که اشاره به ظرفیت انسان برای تولید یک تعداد نا محدود از اصطلاح‌های دستوری برای آن است.

## فرهنگ عام
واقعیت این است شیوه گفتاری-شنیداری همچنان خود را در کلاس به عنوان یک شیوه عام پسند نشان می‌دهد. فیلم‌ها بیشتر وقت‌ها یکی جنبه‌های شناخته‌شده این روش را به تصویر می‌کشد. در تکرار این موضوع، بخش #۱۷۲ در  ساوت پارک، کارتمن به تکنیک تکرار هنگام تدریس در مدارس دبیرستان اشاره می‌کند. در مکس دیوانه: فراتر از طوفان و درسی از زبان فرانسوی در مبحث تکرار برای کودکان و اصطلاح‌های اشاره شده‌است.

## امکانات اصلی
- هر مهارتی مانند شنیدن، صحبت کردن، خواندن، نوشتن رفتار گونه شده و جداگانه راجع به آن فکر شده‌است.
- مهارت نوشتن و خواندن مورد بحث نیست در این زمینه، اما تمرکز بیشتر بر روی شنیدن و صحبت کردن می‌باشد.
- گفتگو کردن از ویژگی‌های اصلی برنامه درسی روش گفتاری-شنیداری می‌باشد.
- گفتگو کردن از ابزار اصلی یادگیری زبان است؛ که فرصت‌های یادگیری بسیاری را برای به خاطر سپردن، تمرین کردن بخشی از زبان به داوطلب‌های می‌دهد.
- الگوهای تمرینی به عنوان یک روش مهم و بخش قابل توجه از این روش برای آموزش و یادگیری زبان استفاده می‌شود.
- آزمایشگاه زبان یک مسئله مهم در آموزش زبان معرفی شده بود.
- زبان مادری تنها اهمیت آنچنانی ندارد، مانند روش مستقیم، اما آنچنان انعطاف‌پذیر هم نبود.

## تکنیک‌ها
مهارتهای آموزش داده شده در دستور زیر: گوش دادن، صحبت کردن، خواندن، نوشتن. زبان در حین گفتگو با واژگان مفید و ساختارهای عمومی در روابط آموزش داده می‌شود. دانشجویان باید گفتگوها را خط به خط حفظ کنند. یاد گیرنده باید با به دقت گوش کردن به نوار صوتی برای یادگیری نکته‌های ریز در زبانی که صحبت می‌کند دقت کند. تلفظ کردن مانند یک فرد بومی در سخنرانی‌ها یک نکته مهم می‌باشد. در میان تکرار اصطلاح‌ها و جمله‌ها، گفتگو با گروه‌های کوچک نیز آموخته می‌شود.
خواندن و نوشتن در سطح بعدی معرفی شده‌اند. زبان گفتاری که در کلاس گذشته آموخته شده بود یک مطلب برای ارتباط بین صحبت کردن و نوشتن است. همه مطالب خواندنی به صورت گفتاری معرفی شده‌اند. در هر مرحله، رو نوشت از ساختارها و گفتگوها کار آموختن را راحت‌تر می‌کند. یک آموزنده ساختارهای پایه را به خوبی می‌آموزد، اونها می‌خواهند که نوشته‌های فرد یادگیرنده طبق دروس گفتاری آنان باشد، یعنی هر آنچه می‌نویسند با آنچه گفته‌اند برابری نسبی داشته باشد.

## مؤکدسازی صدا
نظریه ایجاد تأکید بر گوش دادن-حرف زدن-خواندن-نوشتن.
گوش کردن یک مهارت مهم، برای بهتر کردن حرف زدن است. اینها موارد مهمی، برای تمرین‌های صحبت کردن به همراه گوش دادن به صورت فیزیکی و روانشناختی می‌باشند.
صحبت کردن تأثیر بسزایی در گوش دادن دارد. با شنیدن صداها، بیان با تفاوت صداها، به خاطر سپردن آنها، از طریق گوش کردن به صدای تصاویر دقیق تر می‌شود. احساس پیشرفت یادگیری یک زبان جدید علاقه‌مندی بیشتری ایجاد می‌کند.
در این موقعیت زمان مشخصی برای کسب تجربه در مهارت گوش دادن و صحبت کردن وجود ندارد. درک مطلب گوش دادن بسیار در یادگیری زبان تأکید شده‌است. به‌طور کلی صحبت کردن یک عمل اتفاقی است و نه یک پایه برای یادگیری زبان. متن‌ها، راهنماها و درس‌های یادگیری شامل تست‌ها برای درک مطلب زبان به‌طور صحیح، اما معمولاً مطالب برای پیشرفت مهارت‌ها طراحی می‌شوند.
اینجا بعضی موارد برای ارتقاء درک مطلب گوش دادن مناسب هستند:
- گفتگوها باید به‌طور داستان ارائه شوند، در زبان خارجی، از زبان ساده استفاده شود.
- معنی بعضی از کلمات جدید و عبارات که در گفتگوها ظاهر می‌شوند باید با نمایه‌ها، تصاویر یا کلمات مترادف توضیح داده شوند. این یک ایده برای توضیح موارد موجود در یک مطلب می‌باشد.
- نقش‌ها متفاوت در گفتگوها می‌تواند استفاده شود.
- بدون توقف، کل گفتگو می‌تواند به گونه‌ای با سرعت مناسب پوشش داده شود.
- درست و غلط بودن فعالیت در درک مطلب می‌تواند ارتقاء یابد.
- تمام گفتگو می‌تواند یا یک سرعت متعادل تکرار شود. دانشجویان می‌توانند چشمانشان را ببندند و پستی و بلندی میزان صدا در گوش دادنشان حس کنند و درک بهتری داشته باشند.
- یک تست گوش دادنی می‌توان به آن‌ها (دانشجویان) داد.
- تمرین‌های درک مطلب گوش دادن می‌تواند از دروس دیگر باشد.

بیشتر مطالب موجود در زبان توسط دانشجو یادگرفته یا بخاطر سپرده می‌شود. تمرین‌های حرف زدن بعد از درک مطلب گوش دادن می‌باشد. دانشجویان در این زمان برای حرف زدن آماده خواهند شد. تمرین‌های حرف زدن بر اساس این موارد تنظیم می‌شوند:
1. موارد تمرینی می‌تواند از میان گفتگوها برگرفته شود.
2. شمایل گرفتن صورت هنگام حرف زدن می‌تواند هنگام گفتگو به خودی خود شکل بگیرد.
3. اینکه دانشجو کجای کلاس قرار بگیرد و چه کسی با او همراهی کند قابل تغییر است.
4. گفتگو می‌تواند قابل تغییر یا می‌توان گفت شخصی‌سازی شود.

به خاطر سپردن تکنیک‌ها، همواره به دانشجویان پیشنهاد می‌شود تا بتوانند حجم زیادی از موارد را در یک زمان به خاطر بسپارند و آن را با اعتماد بنفس بیشتری ارائه دهند. در این میان، اگر استادان می‌خواهند که از قوه تخیلشان و تجربه از تکنیک‌ها استفاده کنند، راه‌های زیادی برای تأکید بر صوت در این روش وجود دارد.

## هدف‌ها
- مهارت‌های گفتاری به‌طور سیستمی برای تأکید در ارتباط‌ها استفاده می‌شوند. در زبان خارجی برای روابط تدریس شده بود، با این دید که می‌توان شاهد پیشرفت مهارتهای ارتباطی بود.
- تمرین روش تدریسی است که باید دید که چه جایگاهی را به خود اختصاص داده است. هر مهارت زبان به‌طور کلی مجموعه‌ای از عادت‌های آموزنده است که انتظار می‌رود داشته باشد. تمرین به عنوان مرکز برای آموزش زبان‌های خارجی به کار می‌رود. با روش گفتاری-شنیداری این مسئله بهتر هم خواهد شد.
- یادگیری گفتاری تأکید شده‌است. همواره مهارت گفتاری از سال‌ها پیش در دروس زبان خارجی تا به الآن ادامه داشته‌است. مهارت‌های گفتاری به عنوان موضوع اصلی در اینجا مطرح هستند؛ که در گذشته گوش دادن و حرف زدن مطرح بود. آموزندگان وقتی صحبت می‌کنند به یک گوش دادن در گذشته بسنده می‌کردند. آن‌ها فقط بخشی از مطالب تمرین را می‌خواندند. آن‌ها باید هر آنچه خوانده‌اند را بنویسند. این مسئله همواره توصیه شده‌است که این مطالب از ۴ مهارت دنبال می‌شود.

## فواید
- مهارت‌های شنیدن و صحبت کردن تأکید شده‌اند و به دقت توسعه یافته‌اند.
- استفاده از موارد تصویری در تدریس واژگان تأثیر بسزایی دارد.
- این روش برای گروه‌های بزرگ‌تر کاربردی و آسان است.
- تلفظ صحیح و ساختار کلمه، به شدت تأکید شده‌است.
- این یک نظریه ثابت در زمینه یادگیری زبان است.

## ضررها
- رفتارشناسی در آموزش در حال حاضر بی‌ارزش شده‌است. بسیاری از دانشمندان ناتوانی این روش را اثبات نموده‌اند.
- توجه به مسائل ارتباطی کافی نیست.
- تنها شکل تدریس مفید زبان که در حال حاضر نادیده گرفته می‌شود.
- به همهٔ ۴ مهارت ما اهمیت یکسان داده نمی‌شود.
- این یک روش مختص هر استاد می‌باشد.
- این یک روش مکانیکی است، بدین معنی که تمرین‌ها و به خاطر سپردن آن، بر عملکرد یادگیری تأثیر بسزایی دارد.
- آموزنده نقش غیرفعال دارد: یادگیرنده کنترل آنچنانی بر روند یادگیری خود ندارد.